# Corredor Mediterrâneo

O Corredor Mediterrâneo

O Corredor Mediterrâneo é o número 3 dos dez eixos prioritários da Rede Transeuropeia de Transportes (RTE-T).

## Descrição
O Corredor Mediterrâneo atravessa seis países da União Europeia (Espanha, França, Itália, Eslovênia, Croácia e Hungria ), ao longo de mais de 6.000 km ao longo do percurso: Almeria - Valência / Madrid - Saragoça / Barcelona - Marselha - Lyon - Turim - Milão - Verona - Pádua / Veneza - Trieste / Koper - Ljubljana - Budapeste - Záhony.

### Filiais principais
As filiais principais do Corredor Mediterrâneo como os cinco seguem.
- Algeciras - Bobadilla - Madrid - Saragoça - Tarragona
- Sevilha - Bobadilla - Murcia
- Cartagena - Murcia - Valência - Tarragona
- Tarragona - Barcelona - Perpignan - Marselha / Lyon - Turim - Novara - Milão - Verona - Pádua - Veneza - Ravenna / Trieste / Koper - Ljubljana - Budapeste
- Liubliana / Rijeka - Zagreb - Budapeste